# Британник (фильм, 1908)
«Британник» (фр. Britannicus) — немой фильм по трагедии Жана Расина, запечатлевший выдающихся актёров французского театра Габриэль Режан и Жана Муне-Сюлли. Фильм снят на киностудии «Фильм д’ар» режиссёром Андре Кальметтом.

## Сюжет
Фильм показывает эпоху правления Нерона. Главный герой — Тиберий Клавдий Цезарь Британник, сводный брат Нерона.

## В ролях
- Режан
- Муне-Сюлли

## Создатели фильма
- Режиссёр — Андре Кальметт
- Литературный источник — Жан Расин